# Licks Tour
El Licks Tour es un extenso tour de conciertos realizados entre 2002 y 2003 por The Rolling Stones con motivo del 40.º aniversario de la banda. Comenzó poco tiempo antes del lanzamiento del álbum compilatorio Forty Licks, que apareció en el mercado el 1 de octubre de 2002. La gira recaudó más de 300 millones de dólares, convirtiéndose en la segunda gira de recaudación más alta hasta ese momento, detrás de su Voodoo Lounge Tour de 1994-1995.
El itinerario contó con presentaciones en teatros, arenas y estadios. Con poca música nueva que promover, el set list que presentaron fue dinámico, llegaron a interpretar 80 canciones diferentes.
Las fechas planificadas en Asia y la fecha final de la gira fueron postergadas por las preocupaciones del brote de SARS en el lugar. Además Toronto, uno de los sitios favoritos de los Stones, también se vio afectado por esta epidemia y el 30 de julio de 2003 la banda participó en el Molson Canadian Rocks for Toronto para recuperar tanto económica como psicológicamente a la ciudad de los efectos de la epidemia. Se estima que 490.000 personas participaron en este show. Por último, el 7 de noviembre y el 9 de noviembre de 2003, la banda tocó su primer concierto en China, como parte del Harbour Fest, un show que también iba en ayuda de las víctimas del SRAS. El tour estuvo patrocinado por E*Trade.
En 2004 el álbum en vivo Live Licks documentó parte de este tour. 

## Acontecimientos
En Chicago, el vocalista de U2 Bono entró al escenario sin previo aviso e interpretó la canción "It's Only Rock'n Roll (But I Like It)". Más tarde esa noche, Dr. John también hizo una aparición.
En enero, el canal de cable estadounidense HBO emitió el concierto del Madison Square Garden de Nueva York.
La producción fue diseñada por Mark Fisher, Charlie Watts, Mick Jagger y Patrick Woodroffe. El diseño incluyó una impresión digital de 60 metros de ancho creada por Jeff Koons. Durante la canción Honky Tonk Women aparece una animación de una mujer en topless tratando de penetrar la famosa lengua de los Rolling Stones, antes de ser devorada.
Los Stones realizaron shows "radicalmente diferentes" según el tamaño del local, lo que a muchos llevó a pensar que el público que asiste a los estadios tiene una menor oportunidad de ver un espectáculo interesante.
En Sídney, Leipzig, Hockenheim, Oberhausen, Toronto y Twickenham; los hermanos Angus y Malcolm Young de AC/DC tocaron "Rock Me Baby" con los Rolling Stones. La actuación de Leipzig se puede encontrar en el disco 2 de AC/DC Plug Me In, mientras que la actuación de Toronto se incluyó en el Toronto Rocks DVD.

## Banda del Tour
- Mick Jagger: voz, guitarra acústica y eléctrica, armónica, percusión, teclados
- Keith Richards: guitarra acústica y eléctrica, voz
- Ronnie Wood: guitarra acústica y eléctrica, teclados
- Charlie Watts: batería

### Músicos adicionales
- Darryl Jones: bajo, coros
- Chuck Leavell: teclados, coros
- Bobby Keys: saxofón
- Tim Ries: saxofón, teclados
- Michael Davis: trombón
- Kent Smith: trompeta
- Lisa Fischer: coros, percusión
- Bernard Fowler: coros, percusión, teclados
- Blondie Chaplin: coros, percusión, guitarra acústica

## Set list
1. "Brown Sugar"
2. "Tumbling Dice"
3. "Flip The Switch"
4. "Don't Stop"
5. "Emotional Rescue"
6. "Losing My Touch"
7. "Hot Stuff"
8. "Honky Tonk Women"
9. "Keys to Your Love"
10. "Midnight Rambler"
11. "Route 66"
12. "Brand New Car"
13. "Little Queenie"
14. "You Can't Always Get What You Want"
15. "Jumpin' Jack Flash"
16. "Stealing My Heart"
17. "Crazy Mama"
18. "Let It Bleed"
19. "Paint It Black"
20. "Let's Spend the Night Together"
21. "Street Fighting Man"
22. "Gimme Shelter"
23. "Like a Rolling Stone"
24. "You Got Me Rocking"
25. "Angie"
26. Bis1: "Under My Thumb"
27. Bis1: "Miss You"
28. Bis2: "(I Can't Get No) Satisfaction"
29. Bis2: "Start Me Up"
30. Bis2: "Sympathy For The Devil"

```
* También se tocó "
Out Of Control
" (solo en 
Milán
), "
Saint of Me
" (solo en Utrecht y Ámsterdam)"Thief In The Night" (solo en Utrecht) y 
Salt of the Earth
 (solo en 
Twickenham
).
```

## Fechas

### América
- 03/09/2002  FleetCenter - Boston
- 05/09/2002  Gillette Stadium - Foxboro
- 08/09/2002  Orpheum Theatre - Boston
- 10/09/2002  United Center - Chicago
- 13/09/2002  Comiskey Park - Chicago
- 16/09/2002  Aragon Ballroom - Chicago
- 18/09/2002  Veterans Stadium - Filadelfia
- 20/09/2002  First Union Center - Filadelfia
- 22/09/2002  Tower Theatre - Upper Darby
- 26/09/2002  Madison Square Garden - Nueva York
- 28/09/2002  Giants Stadium - East Rutherford
- 30/09/2002  Roseland Ballroom - Nueva York
- 04/10/2002  FedEx Field - Landover
- 05/10/2002  Hartford Civic Center - Hartford
- 12/10/2002  Ford Field - Detroit
- 14/10/2002  Gund Arena - Cleveland
- 16/10/2002  - Air Canada Centre Toronto
- 18/10/2002  - Rogers Centre - Toronto
- 20/10/2002  Nationwide Arena - Columbus
- 22/10/2002  Office Depot Center - Sunrise
- 23/10/2002  American Airlines Arena - Miami
- 26/10/2002  Turner Field - Atlanta
- 31/10/2002  Staples Center - Los Angeles, CA
- 02/11/2002  Edison International Field - Anaheim
- 04/11/2002  Wiltern Theatre - Los Ángeles
- 06/11/2002  Tacoma Dome - Tacoma
- 08/11/2002  Pacific Bell Park - San Francisco
- 09/11/2002  Pacific Bell Park - San Francisco
- 12/11/2002  Oakland Arena - Oakland, CA
- 14/11/2002  San Diego Sports Arena - San Diego
- 16/11/2002  The Joint - Las Vegas (Show privado para David Bonderman - no se admitió público)
- 23/11/2002  SBC Center - San Antonio
- 25/11/2002  Gaylord Entertainment Center - Nashville
- 29/11/2002  The Joint - Las Vegas
- 30/11/2002  MGM Grand Garden Arena - Las Vegas
- 08/01/2003  Centre Bell - Montreal
- 10/01/2003  Mellon Arena - Pittsburgh
- 12/01/2003  FleetCenter - Boston
- 16/01/2003  Madison Square Garden - Nueva York
- 18/01/2003  Madison Square Garden - Nueva York
- 21/01/2003  United Center - Chicago
- 22/01/2003  United Center - Chicago
- 25/01/2003  Reliant Stadium - Houston
- 28/01/2003  Ford Center - Oklahoma City
- 30/01/2003  America West Arena - Phoenix
- 01/02/2003  Pepsi Center - Denver
- 04/02/2003  HP Pavilion at San José - San José
- 06/02/2003  Staples Center - Los Angeles, CA
- 08/02/2003  MGM Grand Garden Arena - Las Vegas

### Oceanía
- 18/02/2003  Enmore Theatre - Sídney, Australia
- 20/02/2003  SuperDome - Sídney, Australia
- 22/02/2003  SuperDome - Sídney, Australia
- 25/02/2003  Rod Laver Arena - Melbourne, Australia
- 27/02/2003  Rod Laver Arena - Melbourne, Australia
- 01/03/2003  Rod Laver Arena - Melbourne, Australia
- 04/03/2003  Brisbane Entertainment Centre - Brisbane, Australia
- 05/03/2003  Brisbane Entertainment Centre - Brisbane, Australia

### Asia
- 10/03/2003  Nippon Budōkan - Tokio, Japón
- 12/03/2003  Yokohama Arena - Yokohama, Japón
- 15/03/2003  Tokyo Dome - Tokio, Japón
- 16/03/2003  Tokyo Dome - Tokio, Japón
- 20/03/2003  Osaka Dome - Osaka, Japón
- 21/03/2003  Osaka Dome - Osaka, Japón

- 24/03/2003  Singapore Indoor Stadium - Ciudad de Singapur, Singapur
- 26/03/2003  Singapore Indoor Stadium - Ciudad de Singapur, Singapur

- 28/03/2003  (Cancelado) Convention Centre - Hong Kong, China
- 29/03/2003  (Cancelado) Convention Centre - Hong Kong, China
- 01/04/2003  (Cancelado) Grand Stage - Shanghái, China
- 04/04/2003  (Cancelado) Workers Gymnasium - Pekín, China

- 04/04/2003  Palace Grounds - Bengaluru, India
- 07/04/2003  Brabourne Stadium - Bombay, India

- 10/04/2003  (Cancelado) Impact Arena - Bangkok, Tailandia

### Europa
- 04/06/2003  Olympiahalle - Múnich, Alemania
- 06/06/2003  Estadio Olímpico de Múnich - Múnich, Alemania
- 08/06/2003  Circus Krone Bau - Múnich, Alemania
- 10/06/2003  Stadio Giuseppe Meazza - Milán, Italia
- 13/06/2003  O-Vision Zukunftspark - Oberhausen, Alemania
- 15/06/2003  Estadio Olímpico de Berlín - Berlín, Alemania
- 18/06/2003  Ernst Happel Stadion - Viena, Austria
- 20/06/2003  Festwiese - Leipzig, Alemania
- 22/06/2003  Hockenheimring - Hockenheim, Alemania
- 25/06/2003  San Mamés - Bilbao, España
- 27/06/2003  Estadio Vicente Calderón - Madrid, España
- 29/06/2003  Estadi Olímpic de Montjuïc - Barcelona, España
- 05/07/2003  Stade Vélodrome - Marsella, Francia
- 07/07/2003  Palais Omnisports de Paris-Bercy - París, Francia
- 09/07/2003  Stade de France - París, Francia
- 11/07/2003  L’Olympia - París, Francia
- 13/07/2003  Parken Stadium - Copenhague, Dinamarca
- 16/07/2003  Estadio Olímpico de Helsinki - Helsinki, Finlandia
- 18/07/2003  Estadio Olímpico de Estocolmo - Estocolmo, Suecia
- 20/07/2003  Globen Arena - Estocolmo, Suecia
- 22/07/2003  Cirkus - Estocolmo, Suecia
- 24/07/2003  AOL-Arena - Hamburgo, Alemania
- 27/07/2003  Letenska Plan - Praga, República Checa

### América
- 30/07/2003  SARSstock Concert - Downsview Park, Toronto

### Europa
- 08/08/2003  EXPO-Gelaende Messe Ost - Hannover, Alemania
- 11/08/2003  Stadion Feijenoord - Róterdam, Países Bajos
- 13/08/2003  Stadion Feijenoord - Róterdam, Países Bajos
- 15/08/2003  Ahoy - Róterdam, Países Bajos
- 16/08/2003  Muziekcentrum Vredenburg - Utrecht, Países Bajos
- 19/08/2003  Ámsterdam Arena - Ámsterdam, Países Bajos
- 24/08/2003  Twickenham Stadium - Londres, Inglaterra
- 27/08/2003  Astoria - Londres, Inglaterra
- 29/08/2003  Wembley Arena - Londres, Inglaterra
- 01/09/2003  Scottish Exhibition and Conference Centre - Glasgow, Escocia
- 03/09/2003  Scottish Exhibition and Conference Centre - Glasgow, Escocia
- 05/09/2003  Manchester Evening News Arena - Mánchester, Inglaterra
- 07/09/2003  Werchter Park - Werchter, Bélgica
- 09/09/2003  Point Theatre - Dublín, Irlanda
- 11/09/2003  Point Theatre - Dublín, Irlanda
- 13/09/2003  Wembley Arena - Londres, Inglaterra
- 15/09/2003  Wembley Arena - Londres, Inglaterra
- 20/09/2003  Twickenham Stadium - Twickenham, Inglaterra
- 22/09/2003  Ámsterdam Arena - Ámsterdam, Países Bajos
- 25/09/2003  Estadio Municipal Foietes - Benidorm, España
- 27/09/2003  Estádio Cidade de Coimbra - Coímbra, Portugal
- 29/09/2003  Feria de Muestras - Zaragoza, España
- 02/10/2003  Letzigrund Stadion - Zúrich, Suiza

## Asia
- 07/11/2003  Tamar Festival Site - Hong Kong, China
- 09/11/2003  Tamar Festival Site - Hong Kong, China